# Leucorchestris arenicola
Leucorchestris arenicola is een spinnensoort uit de familie van de jachtkrabspinnen (Sparassidae). De wetenschappelijke naam van de soort werd in 1962 gepubliceerd door Reginald Frederick Lawrence.

## Uiterlijke kenmerken
Deze roomwitte spin is vaak tussen de 1,5 centimeter en 3,5 centimeter in grootte.

## Leefwijze en paring

### Territorium
De Leucorchestris arenicola maakt een hol met valluik in het zand van de woestijn. De diepte van zo'n hol ligt tussen de 28 centimeter en 38 centimeter. Een individu heeft een territorium met een straal van 1 tot 3 meter, de grootte hiervan hangt af van het geslacht en de leeftijd. Vaak hebben de mannetjes het grootste territorium.

### Voedsel
Hij voedt zich met motten, kevers, gekko's, kleinere spinnen en ook soortgenoten die het territorium binnen dringen.

### Paringstocht
Als het mannetje wil paren, gaat hij er 's nachts op uit. Wanneer hij in het territorium van een ander mannetje komt, slaat hij met zijn poten, en soms zelfs zijn hele lichaam, op de grond om zichzelf kenbaar te maken. Hierdoor trekt het mannetje in het territorium dat betreden wordt zich terug.
Het mannetje kan zo wel 90 meter afleggen. Vaak komt hij maar 1 of 2 vrouwtjes tegen op zijn tocht.
De vrouwelijke spinnen en jonge mannetjes blijven in hun foerageergebied.

#### Eieren
Als het vrouwtje bevrucht is, legt zij tussen de 60 en 80 eitjes. Vaak groeien maar twee hiervan op tot volwassen spinnen.

## Verspreiding
Leucorchestris arenicola leeft in de Namibwoestijn in Namibië.